# Mameto Mabeji
Floripes Correia da Silva Gomes mais conhecida como Mameto Mabeji, baiana do bairro da Liberdade, sacerdotisa do Candomblé Bantu, iniciou-se no candomblé em 20 de abril de 1947 e foi a sucessora de João Lessengue no Terreiro Bate Folha do Rio de Janeiro.
A Assembleia Legislativa do Estado do Rio de janeiro, concede a Medalha Tiradentes à Floripes Correia da Silva Gomes.